# 庄司祐之
庄司 祐之（しょうじ ひろゆき、1972年2月20日 - ）は日本の男性俳優、声優。以前はスターダス・21に所属していた。東京都出身。身長165cm。体重55kg。
特技はバレーボール、料理。

## 主な出演作品

### 映画
- 青いみさきは夜、見える（まさる）

### テレビアニメ
- 名探偵コナン（モンスターD）

### ゲーム
- 教えてご主人様ぁッ!

### 吹き替え
- アニマル・レスキュー・キッズ（職員2）
- アメリカンホテルへようこそ
- チャームド〜魔女3姉妹〜
- 人質奪還 アラブテロVSアメリカ特殊部隊（ザマン）

### ナレーション
- 白い血
- ロックンロールミシン

### 舞台
- いいだせなくて
- ウェイティング・ルーム
- 沖縄はるかに
- 熟女たちの読書会
- ビリーヴァー〜Believer〜
- わが町